# Пастрнек, Франтишек
Франтишек Пастрнек (1853—1940) — чешский филолог.
Приват-доцент, с 1895 г. — профессор славянской филологии в Венском университете. В 1892 г., в виде приложения к первым 13 томам «Архива» Ягича, издал обширный и ценный труд: «Bibliographische Uebersicht liber die slavische Philologie, 1876—1891». В этой книге перечисляются труды славянских ученых по языку, истории литературы, мифологии и древностям, причём подробно и точно отмечены сочинения по всем славянским народностям. В конце приложен обстоятельный именной указатель.
Пастрнек также автор многих статей и заметок в «Архиве» Ягича, в чешском «Атенеуме», в «Česky Lid», любопытных заметок о старочешской Александрии в Х и XII томах «Архива») и др. Член-корреспондент АН СССР c 05.12.1925 — Отделение русского языка и словесности (славянская филология).